# Dalva
Dalva is een Belgisch-Franse dramafilm uit 2022, geschreven en geregisseerd door Emmanuelle Nicot en haar regiedebuut.

## Verhaal
Dalva is een meisje van twaalf jaar oud dat zich kleedt, make-up op doet en leeft als een volwassene. Op een avond wordt ze onverwacht uit het huis van haar vader weggehaald. Tegne haar zin ontmoet ze Jayden, een opvoeder, en Samia, een tiener met een sterk karakter. Dalva wordt een nieuw leven aangeboden, dat van een jong meisje van haar leeftijd. 

## Rolverdeling
| Acteur               | Personage |
| -------------------- | --------- |
| Zelda Samson         | Dalva     |
| Alexis Manenti       | Jayden    |
| Fanta Guirassy       | Samia     |
| Marie Denarnaud      | Zora      |
| Jean-Louis Coulloc'h | Jacques   |
| Sandrine Blancke     | de moeder |

## Release en ontvangst
Dalva ging op 20 mei 2022 in première op het Filmfestival van Cannes in de sectie Semaine de la critique, deed mee in de competitie voor de Caméra d'or en won onder andere de FIPRESCI Semaine de la critique-prijs en de Rail d'Or. De film won tijdens de 13e Magritte du cinéma-uitreiking zeven Magrittes du cinéma, waaronder beste film en beste regisseur.
De film kreeg overwegend positieve kritieken van de filmcritici, met een score van 3,8/5 op Allociné, gebaseerd op 25 beoordelingen en met een score van 95% op Rotten Tomatoes, gebaseerd op 19 beoordelingen.

## Prijzen en nominaties
De belangrijkste:
| Jaar | Prijs                   | Categorie                                          | Genomineerde(n)                                                 | Uitslag     |
| ---- | ----------------------- | -------------------------------------------------- | --------------------------------------------------------------- | ----------- |
| 2022 | Filmfestival van Cannes | Caméra d'or                                        | Emmanuelle Nicot                                                | Genomineerd |
| 2022 | Filmfestival van Cannes | Prix de la Révélation de la Semaine de la Critique | Zelda Samson                                                    | Gewonnen    |
| 2022 | Filmfestival van Cannes | FIPRESCI Semaine de la critique                    | Emmanuelle Nicot                                                | Gewonnen    |
| 2022 | Filmfestival van Cannes | Rail d’or du Meilleur long métrage                 | Emmanuelle Nicot                                                | Gewonnen    |
| 2024 | Magritte du cinéma      | Beste film                                         | Beste film                                                      | Gewonnen    |
| 2024 | Magritte du cinéma      | Beste regisseur                                    | Emmanuelle Nicot                                                | Gewonnen    |
| 2024 | Magritte du cinéma      | Beste debuutfilm                                   | Beste debuutfilm                                                | Gewonnen    |
| 2024 | Magritte du cinéma      | Beste actrice in een bijrol                        | Sandrine Blancke                                                | Gewonnen    |
| 2024 | Magritte du cinéma      | Beste jong vrouwelijk talent                       | Zelda Samson                                                    | Gewonnen    |
| 2024 | Magritte du cinéma      | Beste beeld                                        | Caroline Guimbal                                                | Genomineerd |
| 2024 | Magritte du cinéma      | Beste scenario of bewerking                        | Emmanuelle Nicot                                                | Gewonnen    |
| 2024 | Magritte du cinéma      | Beste geluid                                       | Fabrice Osinski, Valérie Le Docte, Aline Gavroy en Olivier Thys | Gewonnen    |
| 2024 | Magritte du cinéma      | Beste decor                                        | Catherine Cosme                                                 | Genomineerd |